# 콘서트 7080+
《콘서트 7080+》는 토요일 밤 11시 15분에 KBS 1TV에서 방송되었던 음악 프로그램이다.

## 기획 의도
1970년대부터 1980년대까지 20대가 보낸 세대를 겨냥한 음악 프로그램이다.

## 제목 변천사
- 콘서트 7080: 2004년 11월 6일 ~ 2018년 11월 3일
- 콘서트 7080+: 2024년 7월 6일 ~ 2024년 12월 28일

## 방송 시간
| 방송 채널 | 방송 기간                           | 방송 시간                            |
| --------- | ----------------------------------- | ------------------------------------ |
| KBS 1TV   | 2004년 11월 6일 ~ 2005년 4월 23일   | 매주 토요일 밤 12시 40분 ~ 1시 50분  |
| KBS 1TV   | 2007년 2월 24일 ~ 2007년 7월 14일   | 매주 토요일 밤 12시 40분 ~ 1시 50분  |
| KBS 1TV   | 2005년 4월 30일                     | 토요일 밤 1시 5분 ~ 새벽 2시 15분    |
| KBS 1TV   | 2005년 5월 7일 ~ 2005년 10월 22일   | 매주 토요일 밤 12시 10분 ~ 1시 10분  |
| KBS 1TV   | 2006년 5월 27일 ~ 2006년 11월 18일  | 매주 토요일 밤 12시 10분 ~ 1시 10분  |
| KBS 1TV   | 2005년 10월 29일 ~ 2006년 5월 20일  | 매주 토요일 밤 11시 50분 ~ 1시 10분  |
| KBS 1TV   | 2006년 11월 25일 ~ 2007년 2월 17일  | 매주 토요일 밤 12시 30분 ~ 1시 30분  |
| KBS 1TV   | 2007년 7월 21일 ~ 2007년 8월 25일   | 매주 토요일 밤 12시 30분 ~ 1시 30분  |
| KBS 1TV   | 2007년 9월 1일 ~ 2008년 11월 15일   | 매주 토요일 밤 11시 40분 ~ 12시 50분 |
| KBS 1TV   | 2008년 11월 23일 ~ 2009년 12월 27일 | 매주 일요일 밤 10시 20분 ~ 11시 30분 |
| KBS 1TV   | 2010년 1월 3일 ~ 2013년 4월 7일     | 매주 일요일 밤 11시 10분 ~ 12시 20분 |
| KBS 1TV   | 2013년 4월 14일 ~ 2013년 10월 20일  | 매주 일요일 밤 10시 30분 ~ 11시 30분 |
| KBS 1TV   | 2014년 7월 6일 ~ 2014년 10월 19일   | 매주 일요일 밤 10시 30분 ~ 11시 30분 |
| KBS 1TV   | 2013년 10월 27일 ~ 2014년 6월 29일  | 매주 일요일 밤 11시 25분 ~ 12시 25분 |
| KBS 1TV   | 2014년 11월 2일 ~ 2014년 12월 28일  | 매주 일요일 밤 11시 30분 ~ 12시 30분 |
| KBS 1TV   | 2015년 1월 4일 ~ 2015년 2월 8일     | 매주 일요일 밤 11시 20분 ~ 12시 20분 |
| KBS 1TV   | 2015년 2월 14일 ~ 2015년 2월 28일   | 매주 토요일 밤 11시 20분 ~ 12시 20분 |
| KBS 1TV   | 2015년 3월 14일 ~ 2015년 7월 11일   | 매주 토요일 밤 12시 ~ 1시            |
| KBS 1TV   | 2015년 8월 1일 ~ 2015년 10월 10일   | 매주 토요일 밤 11시 45분 ~ 12시 45분 |
| KBS 1TV   | 2015년 10월 17일 ~ 2015년 12월 26일 | 매주 토요일 밤 11시 40분 ~ 12시 40분 |
| KBS 1TV   | 2016년 1월 2일 ~ 2016년 3월 26일    | 매주 토요일 밤 11시 30분 ~ 12시 30분 |
| KBS 1TV   | 2016년 4월 2일 ~ 2016년 4월 9일     | 매주 토요일 밤 10시 45분 ~ 11시 45분 |
| KBS 1TV   | 2016년 4월 16일 ~ 2016년 10월 22일  | 매주 토요일 밤 10시 30분 ~ 11시 30분 |
| KBS 1TV   | 2016년 10월 28일 ~ 2017년 9월 1일   | 매주 금요일 밤 11시 40분 ~ 12시 40분 |
| KBS 1TV   | 2017년 9월 8일                      | 금요일 밤 10시 40분 ~ 11시 40분      |
| KBS 1TV   | 2017년 9월 15일                     | 금요일 밤 10시 45분 ~ 11시 45분      |
| KBS 1TV   | 2017년 9월 22일                     | 금요일 밤 11시 10분 ~ 12시 10분      |
| KBS 1TV   | 2017년 9월 29일 ~ 2017년 12월 8일   | 매주 금요일 밤 11시 5분 ~ 12시 5분   |
| KBS 1TV   | 2018년 1월 5일                      | 금요일 밤 11시 50분 ~ 12시 50분      |
| KBS 1TV   | 2018년 1월 12일                     | 금요일 밤 11시 5분 ~ 12시 5분        |
| KBS 1TV   | 2018년 2월 2일                      | 금요일 밤 11시 5분 ~ 12시 5분        |
| KBS 1TV   | 2018년 1월 19일                     | 금요일 밤 11시 ~ 12시                |
| KBS 1TV   | 2018년 3월 9일                      | 금요일 밤 11시 ~ 12시                |
| KBS 1TV   | 2018년 2월 9일 ~ 2018년 3월 2일     | 매주 금요일 밤 11시 10분 ~ 12시 10분 |
| KBS 1TV   | 2018년 3월 16일                     | 금요일 밤 11시 30분 ~ 12시 30분      |
| KBS 1TV   | 2018년 3월 30일                     | 금요일 밤 11시 30분 ~ 12시 30분      |
| KBS 1TV   | 2018년 3월 23일                     | 금요일 밤 11시 40분 ~ 12시 40분      |
| KBS 1TV   | 2018년 4월 6일                      | 금요일 밤 11시 35분 ~ 12시 35분      |
| KBS 1TV   | 2018년 4월 13일 ~ 2018년 9월 7일    | 매주 금요일 밤 11시 40분 ~ 12시 40분 |
| KBS 1TV   | 2018년 9월 15일 ~ 2018년 11월 3일   | 매주 토요일 밤 11시 40분 ~ 12시 40분 |
| KBS 1TV   | 2019년 8월 3일 ~ 2019년 9월 14일    | 매주 토요일 밤 9시 40분 ~ 10시 40분  |
| KBS 1TV   | 2020년 1월 26일                     | 매주 일요일 밤 10시 40분 ~ 11시 40분 |
| KBS 1TV   | 2023년 10월 14일 ~ 11월 25일        | 매주 토요일 밤 11시 40분 ~ 12시 30분 |
| KBS 1TV   | 2024년 7월 6일 ~ 2024년 12월 28일   | 매주 토요일 밤 11시 15분 ~ 12시 5분  |

## 제작진

### 콘서트 7080
- MC : 배철수
- 연출 : 강영원, 박효규, 오정근
- 구성 : 정민선, 정윤희, 김지현
- 진행 : 김신혜
- 7080 밴드
  - 음악감독, 키보드 : 송태호
  - 기타 : 염주현, 정경진
  - 베이스 : 박한진
  - 드럼 : 이상훈
  - 퍼커션 : 정홍영
  - 키보드 : 고현숙
  - 색소폰 : 이인관
- 사전 MC : 신현진
- 기획/제작 : KBS 예능 제작국